# Elena Geus
Elena Geus (* 18. Juni 1964 in Marburg an der Lahn) ist eine deutsche Journalistin und Redakteurin sowie Chefin vom Dienst der Frankfurter Allgemeinen Zeitung.

## Leben
Elena Geus wuchs in Quickborn bei Hamburg und Hofheim am Taunus auf. 1983 legte sie am Main-Taunus-Schule das Abitur ab. Anschließend studierte sie Germanistik, Kunstgeschichte sowie Theater-, Film- und Fernsehwissenschaften in Marburg und Frankfurt am Main. Ihr Magisterexamen absolvierte sie mit dem Schwerpunkt Kinder- und Jugendliteratur. 1997 promovierte sie mit einer Arbeit über das Lebenswerk der Schriftstellerin und Märchenerzählerin Lisa Tetzner zum Dr. phil. Während ihrer Schul- und Studienzeit arbeitete sie bereits in verschiedenen Ressorts der Frankfurter Allgemeinen mit. Seit 1998 war sie Redakteurin beim Chef vom Dienst, ab 2001 zusammen mit Peter Beck (Journalist) Chefin vom Dienst der Frankfurter Allgemeinen Sonntagszeitung. Im November 2005 löste sie als Chefin vom Dienst der Frankfurter Allgemeinen Zeitung Werner D’Inka ab, der in das Herausgebergremium berufen wurde. Elena Geus ist Mutter einer Tochter.